# Helen Troke
Helen Suzanne Troke (Southampton, 7 de noviembre de 1964) es una deportista británica que compitió en bádminton para Inglaterra en la modalidad individual.
Ganó una medalla de bronce en el Campeonato Mundial de Bádminton de 1983 y tres medallas en el Campeonato Europeo de Bádminton entre los años 1984 y 1990.

## Palmarés internacional
| Representando a Inglaterra |                        |                   |            |
| Campeonato Mundial         |                        |                   |            |
| Año                        | Lugar                  | Medalla           | Prueba     |
| 1983                       | Copenhague (Dinamarca) | Medalla de bronce | Individual |
| Campeonato Europeo         |                        |                   |            |
| Año                        | Lugar                  | Medalla           | Prueba     |
| 1984                       | Preston (Reino Unido)  | Medalla de oro    | Individual |
| 1986                       | Uppsala (Suecia)       | Medalla de oro    | Individual |
| 1990                       | Moscú (URSS)           | Medalla de bronce | Individual |